# Conodurina
Conodurina es un inhibidor de la acetilcolinesterasa y butirilcolinesterasa aislado de especies de Tabernaemontana.